# IBM Lotus Symphony
IBM Lotus Symphony est le nom d'un ensemble d'applications servant à créer, modifier et partager des documents bureautiques, notamment de traitement de texte et des feuilles de calculs. Elle apparaît en 1985 comme application logicielle intégrée pour DOS. IBM a ravivé le nom Symphony pour une nouvelle suite bureautique disponible depuis 2007 dans sa gamme logicielle Lotus, sans frais d'utilisation.
Cette suite n'est plus proposée par IBM.

## Lotus Symphony pour DOS
Lotus Symphony est un logiciel DOS publié par Lotus Development pour prendre la suite de son tableur Lotus 1-2-3. L’équivalent sur l'Apple Macintosh est le logiciel Lotus Jazz.
Cinq "environnements" sont disponibles :
- SHEET, un tableur, très semblable à Lotus 1-2-3
- DOC, un traitement de texte
- GRAPH, un programme de création de graphique
- FORM, un système de gestion de base de données
- COMM, un programme de communication

## IBM Lotus Symphony, depuis 2007
IBM Lotus Symphony est une suite bureautique comprenant:
- IBM Lotus Symphony Documents, un traitement de texte;
- IBM Lotus Symphony Spreadsheets, un tableur;
- IBM Lotus Symphony Presentations, un logiciel de présentation.

Elle est compatible avec le format OpenDocument (ODF), ainsi qu'avec les formats Microsoft Office et Lotus SmartSuite, et peut exporter des fichiers Portable Document Format (PDF). Elle est disponible sous Linux, Windows et Mac OS X.
Lotus Symphony est basé sur Eclipse Rich Client Platform pour son shell et OpenOffice.org 1.1 pour le code du cœur de la suite bureautique. Elle partage du code avec des outils de productivité construits dans IBM Lotus Notes version 8. La suite est particulièrement adaptée aux écrans larges, la partie droite de l'écran contenant les informations de contexte du document.
La version 3, disponible depuis octobre 2010 supporte le format d'Office 2007. Au second semestre 2011, Lotus Symphony intègre deux nouvelles fonctions : coéditer des documents en temps réel sur la plateforme LotusLive et assigner des tâches sur les parties des documents partagés en ligne.
Le 14 juillet 2011, IBM annonce qu'il fait don du code source de Lotus Symphony à la fondation Apache et plus précisément au projet Apache OpenOffice.
Le 23 janvier 2012, IBM fournit la dernière version de Lotus Symphony avec la 3.0.1 et conseille désormais à ses utilisateurs de migrer sur Apache OpenOffice.

## Historique des versions
| Date              | Version                                                               | Commentaire                                                                                      |
| ----------------- | --------------------------------------------------------------------- | ------------------------------------------------------------------------------------------------ |
| 18 septembre 2007 | Beta 1                                                                |                                                                                                  |
| 5 novembre 2007   | « Beta 2 »(Archive.org • Wikiwix • Archive.is • Google • Que faire ?) |                                                                                                  |
| 17 décembre 2007  | Beta 3                                                                | Publié en 23 langues le 7 janvier 2008                                                           |
| 1er février 2008  | Beta 4                                                                | Introduit le kit de développement de Lotus Symphony.                                             |
| 30 mai 2008       | 1.0                                                                   |                                                                                                  |
| 29 août 2008      | 1.1                                                                   |                                                                                                  |
| 4 novembre 2008   | 1.2                                                                   | Support en béta de Mac OS X                                                                      |
| 10 juin 2009      | 1.3                                                                   | Possibilité d'ouvrir les fichiers créés avec Microsoft Office 2007, support officiel de Mac OS X |
| 4 février 2010    | 3.0 Beta 2                                                            | Version fondée sur le code d'OpenOffice.org 3                                                    |
| 8 juin 2010       | 3.0 Beta 3                                                            |                                                                                                  |
| 26 août 2010      | 3.0 Beta 4                                                            | Dernière version bêta prévue, ajout des dictionnaires pour 24 langues                            |
| 21 octobre 2010   | 3.0                                                                   | Version finale fondée sur OpenOffice.org 3                                                       |
| 13 janvier 2011   | 3.0 Fixpack 1                                                         | Première rustine pour Lotus Symphony 3                                                           |
| 20 avril 2011     | 3.0 Fixpack 2                                                         | Deuxième rustine pour Lotus Symphony 3                                                           |
| 20 juillet 2011   | 3.0 Fixpack 3                                                         | Troisième rustine pour Lotus Symphony 3                                                          |
| 23 janvier 2012   | 3.0.1                                                                 | Dernière version pour Lotus Symphony 3                                                           |